# Guglielmo I Sanudo
Guglielmo I Sanudo (... – 1323) fu il quarto duca del Ducato di Nasso dal 1303..

## Biografia
Guglielmo I Sanudo era il figlio di Marco II Sanudo. Nel 1303 successe al padre al trono del Ducato di Nasso.
Ebbe tre figli:
- Niccolò I Sanudo
- Giovanni I Sanudo
- Marco Sanudo, signore di Milos